# Óscar Valentín
Óscar Valentín Martín Luengo (Ajofrín, Toledo, España, 20 de agosto de 1994), conocido como Óscar Valentín, es un futbolista español que juega como centrocampista en las filas del Rayo Vallecano de la Primera División de España.

## Trayectoria
Se formó en el C. F. Rayo Majadahonda con el que jugó liga de División de Honor de juveniles, para jugar en las filas del Alcobendas Sport y más tarde, pertenecer a la cantera del Rayo Vallecano, con el que debutaría en Tercera División, para más tarde, volver a las filas del Alcobendas Sport. En verano de 2017 regresó al club majariego del Grupo I de Segunda B.
En la temporada 2017/18 se convirtió en una pieza importante en la plantilla que logró el ascenso a Segunda División.[cita requerida] En julio de 2018, tras ascender a la Segunda División, renovó por dos temporadas más. Un año después volvió al Rayo Vallecano, en esta ocasión para formar parte del primer equipo.

## Clubes
| Club                   | País   | Año       |
| ---------------------- | ------ | --------- |
| Alcobendas Sport       | España | 2013-2015 |
| Rayo Vallecano "B"     | España | 2015-2016 |
| Alcobendas Sport       | España | 2016-2017 |
| C. F. Rayo Majadahonda | España | 2017-2019 |
| Rayo Vallecano         | España | 2019-act. |